# Andrés Rivero Agüero
Andrés Rivero Agüero (San Luis, Oriente, 4 de fevereiro de 1905 — Miami, 8 de novembro de 1996) foi um político e advogado cubano, eleito presidente de Cuba em plena guerra civil apenas dois meses antes do triunfo da Revolução Cubana. Foi o último presidente democraticamente eleito em Cuba. Nunca chegou a assumir o cargo.
Depois de cursar direito na Universidade de Havana, entrou na política e foi eleito vereador de Santiago de Cuba, em 1934. Chegou a dirigente do Partido Liberal de Cuba e tornou-se amigo de Fulgencio Batista. Durante a primeira administração deste, Rivero serviu como Ministro da Agricultura (1940-1944) e como Ministro da Educação, e como Primeiro Ministro na segunda (1952-1958). Neste último ano, Rivero decidiu concorrer à presidência, no que teve apoio do Partido de Ação Progressista de Batista e ganhou, mas governou apenas até 1 de Janeiro de 1959, quando foi deposto por Fidel Castro.
Rivero fugiu com Batista para a República Dominicana, depois exilou-se em Miami (na Florida), onde morreu em 1997.